# Codice di Norimberga
Il Codice di Norimberga nasce dalle carte dei processi che si svolsero al termine della seconda guerra mondiale nell'omonima città tedesca, in particolare da quelle del cosiddetto "Processo ai dottori" contro i medici nazisti che avevano perpetrato torture e sperimentazioni disumane contro innocenti in numerosi campi di sterminio, tra cui quelli di Auschwitz e Birkenau. Su di esso si basa il Comitato etico, ovvero l'organismo indipendente che si occupa di tutelare i diritti, la sicurezza e il benessere dei soggetti che partecipano ad una sperimentazione.
Il Codice traccia una linea di divisione tra sperimentazione lecita e tortura, nonché sperimentazioni non regolate, prive di fondamenti etici. 
Consiste di 10 punti:
1. Il consenso volontario è assolutamente essenziale. Ciò significa che la persona interessata deve avere capacità giuridica di esprimere il consenso; deve essere in grado di esercitare il libero potere decisionale senza che si intervenga con la forza, con la frode, con l'inganno, con minacce o con qualsiasi forma ulteriore di vincolo o coercizione; deve avere sufficiente conoscenza e comprensione degli elementi implicati nello studio, tali da consentire una decisione consapevole e ragionata. Da questo ultimo elemento deriva l'obbligo di informare il soggetto, prima che decida affermativamente, circa la natura, la durata, lo scopo della sperimentazione, nonché dei metodi con cui verrà condotta, qualsiasi disagio o pericolo potenziale e i possibili effetti sulla salute che potrebbero derivarne. Il dovere e la responsabilità di accertare la bontà del consenso rimane in capo alla persona che avvia o dirige la sperimentazione. Questo è un dovere personale e una responsabilità che non possono essere delegate impunemente (https://media.tghn.org/medialibrary/2011/04/BMJ_No_7070_Volume_313_The_Nuremberg_Code.pdf).
2. L'esperimento dovrà essere tale da fornire risultati utili al bene della società; la natura dell'esperimento non dovrà essere né casuale, né senza scopo.
3. Ci dovrà essere una pianificazione dell'esperimento basata sugli esperimenti in fase preclinica in vivo e sulla conoscenza approfondita della malattia.
4. L'esperimento dovrà essere condotto in modo tale da evitare ogni sofferenza o lesione fisica o mentale non necessaria.
5. Non si deve eseguire la sperimentazione se a priori si è a conoscenza del fatto che tale sperimentazione può causare danni o morte.
6. Il grado di rischio da correre non dovrà superare i vantaggi, determinati dalla rilevanza umanitaria del problema che l'esperimento dovrebbe risolvere.
7. Si dovrà fare una preparazione tale da evitare lesioni, danni o morte del soggetto.
8. L'esperimento potrà essere condotto solo da persone idonee e qualificate dal punto di vista scientifico, prestando la massima attenzione alla sperimentazione e all'essere umano.
9. Nel corso dell'esperimento il soggetto umano dovrà avere la libera facoltà di porvi fine se ha raggiunto uno stato fisico o mentale per cui ritiene impossibile continuarlo.
10. Durante l'esperimento lo scienziato responsabile deve essere pronto a interromperlo in qualunque momento se ha ragione di credere che la continuazione dell'esperimento possa comportare lesioni, invalidità o morte per il soggetto umano.